# En Gedi (woda butelkowana)
En Gedi – marka wody słodkiej, jedna z najpopularniejszych w Izraelu. Jej udział rynkowy w roku 2000 wyniósł około 21%. Zawiera 487,9 mg/l składników mineralnych.
Z charakterystyczną etykietą ozdobioną sylwetką samca koziorożca nubijskiego, występującego w En Gedi i będącego symbolem tych okolic, zetknął się chyba każdy, kto odwiedził Izrael. Wodę tę jako produkt importowany można znaleźć również w Stanach Zjednoczonych, a także niektórych krajach Europy (w tym w Wielkiej Brytanii) i Ameryki Południowej.
Wytwórnia wody mineralnej En Gedi znajduje się w kibucu En Gedi w dolinie Jordanu i w rejonie Morza Martwego, w Izraelu. Jest obecnie własnością firmy Jafora-Tabori, drugiego co do wielkości producenta i dystrybutora napojów bezalkoholowych w Izraelu, oraz kibucu En Gedi.
Produkcja w fabryce jest w pełni zautomatyzowana. Spełnia standardy jakościowe ISO 9002, NSF, HACCP, ISO 14000, a także wymogi amerykańskiej Agencji Żywności i Leków. Testy jakości wody w procesie produkcyjnym odbywają się co godzinę.
Źródłem wody mineralnej En Gedi jest źródło En Gedi, znajdujące się w okolicy najniższego miejsca na Ziemi, 600 metrów od wytwórni. Woda wypływa z podziemnego źródła w sposób naturalny (bez pompowania), bezpośrednio do wytwórni, bez kontaktu z powietrzem. Dzięki znacznej odległość od zamieszkanych osiedli woda w źródle jest wolna od zanieczyszczeń przemysłowych i rolniczych.
Źródło posiada stały dopływ wody z naturalnego rezerwuaru w Górach Judzkich, który jest uznawany za największy zbiornik wody w Izraelu. Z powodu niskiego położenia źródła przepływ poprzez filtrację podziemną (wiele warstw skalnych) z Gór Judzkich do źródła En Gedi trwa bardzo długo – czas ten ocenia się na setki lat. Ma to znaczący wpływ na bogactwo mineralne, walory smakowe oraz czystość wody.